# Felsőpakony
Felsőpakony è un comune dell'Ungheria di 2.989 abitanti (dati 2001) situato nella contea di Pest, nell'Ungheria settentrionale.